# Ekimia petrophila
Ekimia petrophila är en växtart i släktet Ekimia och familjen flockblommiga växter.
Arten är en perenn ört som förekommer i södra Turkiet. Den beskrevs först som Laserpitium petrophilum av Pierre Edmond Boissier och Theodor von Heldreich 1849, och fick sitt nu gällande namn av Baczyński, Banasiak och Spalik 2016.